# Havelte

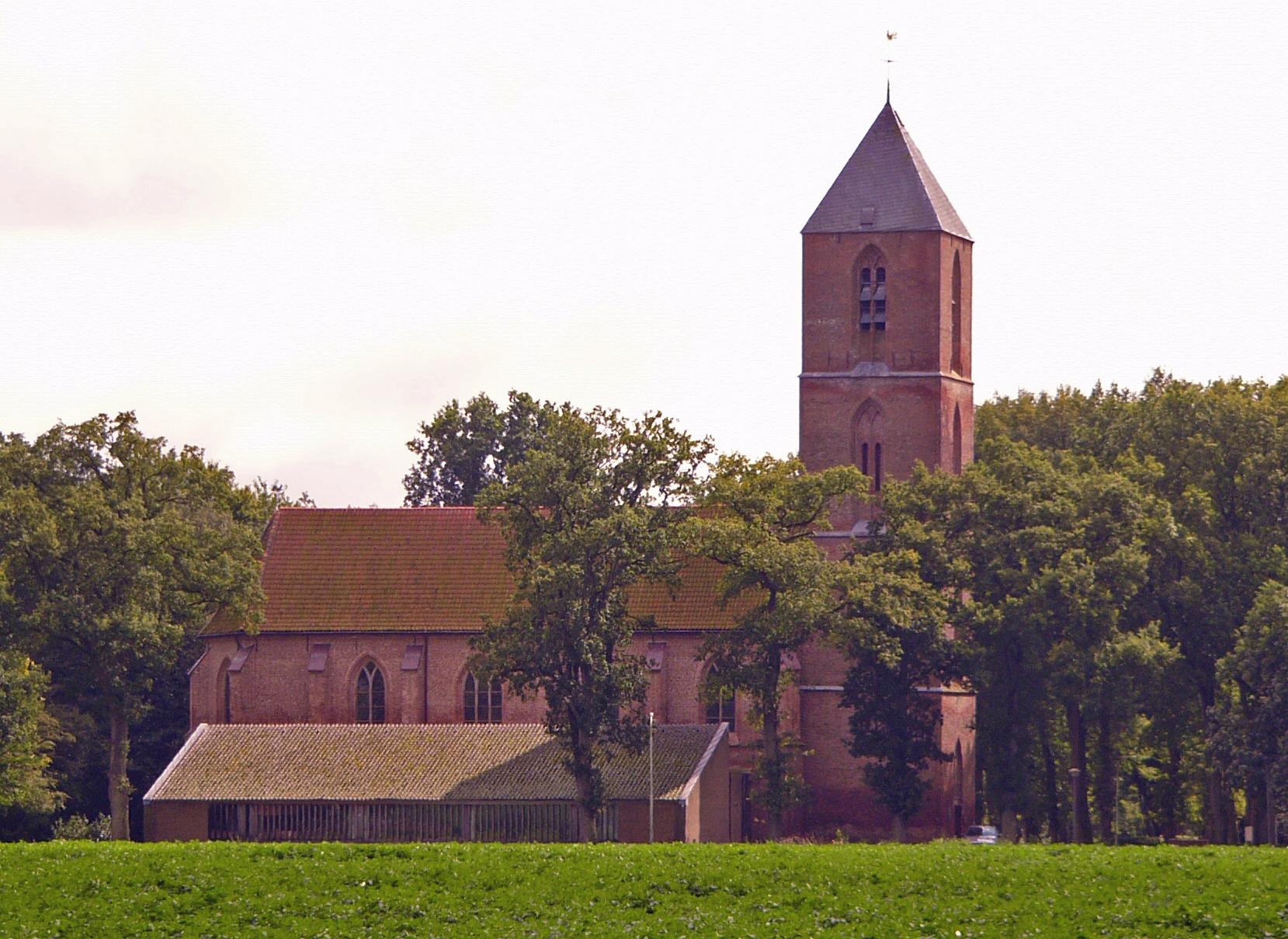
Kirche von Halvelte (2008)

Havelte ist ein Ort und eine ehemalige Gemeinde in der niederländischen Provinz Drenthe. Zusammen mit den Dörfern Diever, Dwingeloo und Vledder bildet Havelte die Gemeinde Westerveld. Im Jahr 2024 zählte der Ort 3.835 Einwohner.

## Geschichte
Im Jahre 1942 bauten die deutschen Besatzer ein Flugfeld im Norden des Ortes. Die ansässigen Bauern waren gezwungen, dabei mitzuhelfen. Es bestand bis 1945, bevor er durch britische und amerikanische Bomber zerstört wurde.
Auf dem Gelände befindet sich heute die nach dem Widerstandskämpfer Johannes Post benannte Johannes Postkazerne, der Standort der 43 Gemechaniseerde Brigade des niederländischen Heeres.

## Sehenswertes
- Bekannt und vielbesucht ist die Schmetterlingsfarm „Vlinderparadijs Papiliorama“, ein Glashaus mit 900 m² Fläche.[2]
- Havelte ist Teil der Hünengräberroute, die sich quer durch die Provinz Drenthe zieht. Hier am Havelterberg befinden sich die Großsteingräber D53 und D54.
- Zwischen Havelte und Uffelte befindet sich der Golfplatz.
- Die Clemenskirche aus dem Jahr 1310[3] mit der aus dem Jahre 1819 stammenden Orgel von Petrus van Oeckelen.[4]

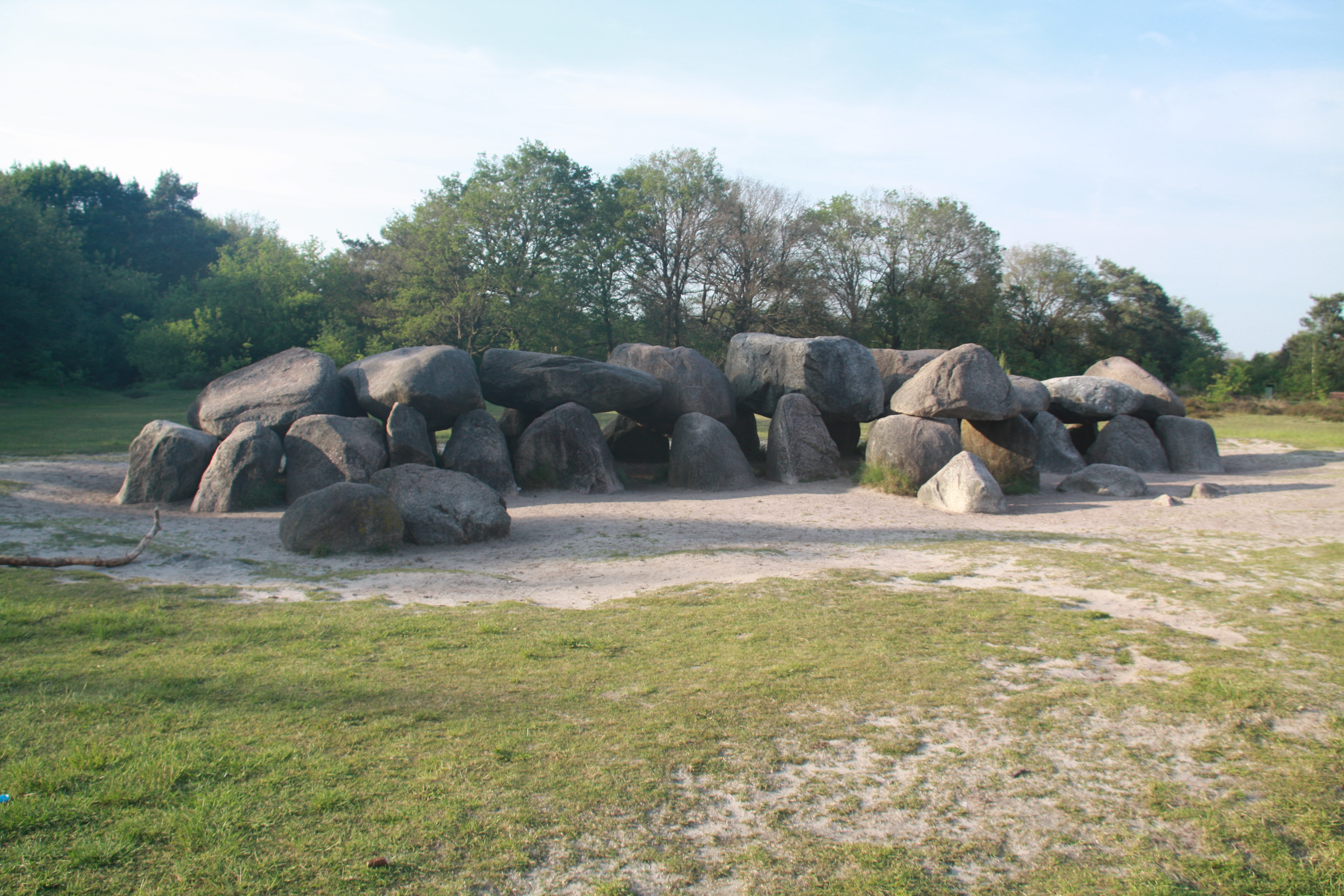
Großsteingrab D53
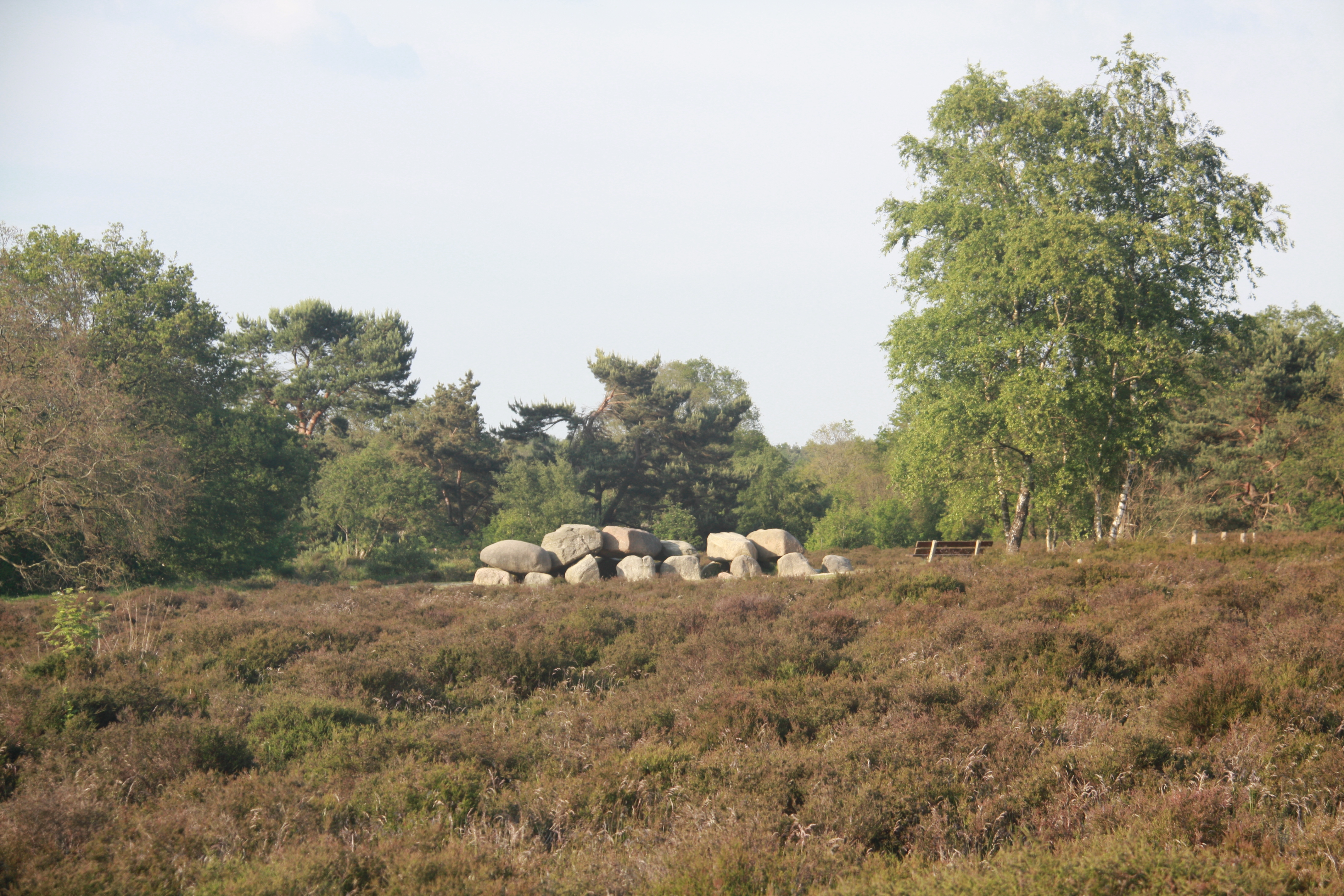
Großsteingrab D54

## Gemeinderat
Bis zur Auflösung der Gemeinde ergab sich seit 1982 folgende Sitzverteilung:
| Partei                    | Sitze | Sitze | Sitze | Sitze |
| Partei                    | 1982  | 1986  | 1990  | 1994  |
| ------------------------- | ----- | ----- | ----- | ----- |
| Gemeentebelangen Havelte  | 3     | 3     | 4     | 4     |
| PvdA                      | 4     | 4     | 3     | 3     |
| VVD                       | 3     | 3     | 2     | 2     |
| CDA                       | 1     | 1     | 2     | 2     |
| Progressieve Samenwerking | –     | –     | –     | 2     |
| Gesamt                    | 11    | 11    | 11    | 13    |